# Satoru Onuma
Satoru Onuma (Japans: 大沼 哲, Ōnuma Satoru;) (Yonezawa, 17 juni 1889 – sneuvelde in de buurt van de Filipijnen, 18 oktober 1944) was een Japans componist, muziekpedagoog en militaire kapelmeester.

## Levensloop
Onuma studeerde vanaf 1907 aan de muziekacademie van het Japanse Keizerlijke leger "Toyama School" en behaalde aldaar zijn diploma's. Naar een concertreis door het Verenigd Koninkrijk en Frankrijk met de Toyama School marching band ontwikkelde zich de wens ook wel in Europa te studeren. Zo werd hij een leerling van Vincent d'Indy in Parijs. Als docent voor solfège was hij werkzaam aan de Keio-universiteit. Een van zijn leerlingen is Kishio Hirao (1907-1953). Hij was onder andere dirigent van de Toyama Army School marchingband. Als componist werd hij in Japan snel bekend en gewaardeerd. Hij schreef werken voor verschillende genres.

## Composities

### Werken voor harmonieorkest
- 1924 Prelude celebration
- 1924 Good soldier
- 1925 First Prelude
- 1925 Night Festival
- 1925 Tadashi Makoto March
- Exquisite rapture
- Introduction Music Festival
- March "a fine young man" (soldier Beautiful)
- March "Forward flag"
- March "Imperial Army's departure"
- March "Japan goes Growth"
- March "of construction"
- March loyalty oath
- March of "ethnic Tsuran"
- Marche hommage
- Praise Prelude Syouwa
- Prince Control prelude wedding celebration
- Rippana Seinen
- Youth March

### Werken voor mandolineorkest
- 1924 Prelude celebration
- 1925 First Prelude
- 1925 Night Festival

### Kamermuziek
- Foliage, voor dwarsfluit en harp

## Referentie
1. ↑  In andere bronnen ook: Satoshi Onuma, Saturu Onuma, of Satoru Oonuma Japans: 大沼 智 Onuma Satoshi,;

- International Standard Name Identifier: 0000 0003 7763 7715
- Bibliotheek van het Japanse parlement: 00062181
- Virtual International Authority File: 254956282